# Massendefekt
Als Massendefekt (auch Massenverlust) bezeichnet man in der Kernphysik das Massenäquivalent der Bindungsenergie des Atomkerns. Er äußert sich als Differenz zwischen der Summe der Massen aller Nukleonen (Protonen und Neutronen) und der tatsächlich gemessenen (stets kleineren) Masse des Kerns.
Man kann diesen Begriff auch bei atomaren oder chemischen Bindungen verwenden, dort ist der Massendefekt aber um viele Größenordnungen geringer. Auch in der Astrophysik treten Massendefekte auf.
Der Massendefekt ist messbar und widerlegt die als „Massenerhaltungssatz“ bekannte Annahme der klassischen Physik, die Masse eines Objekts/System sei die Summe der Massen seiner Bestandteile.

## Massendefekt in der Kernphysik
Der Massendefekt ergibt sich aus der Äquivalenz von Masse und Energie {\textstyle E_{0}=mc^{2}}. Die Bindungsenergie der Nukleonen vermindert die Gesamtmasse, die sich als Summe der Massen der einzelnen Kernbausteine ergeben würde. Diese Massendifferenz {\displaystyle \Delta m} entspricht der beim Bau eines Atomkerns freigesetzten Bindungsenergie {\textstyle E_{\mathrm {B} }=\Delta m\,c^{2}}. Je größer der Massendefekt pro Nukleon ist, desto stabiler ist der Atomkern, da mehr Energie zu seiner Zerlegung aufgewendet werden muss. Der Massendefekt ist stets positiv, sonst würde der Atomkern sich instantan in Nukleonen zerlegen.
Der Begriff Massendefekt wurde 1927 von Francis William Aston eingeführt, nachdem er ab 1919 als erster festgestellt hatte, dass Atomkerne leichter sind als ihre vermutlichen Bausteine zusammengenommen. Eine Arbeit, die in der Folge wesentlich zur Einigung von Chemikern und Physikern auf eine gemeinsame Atomare Masseneinheit im Jahr 1960 beitrug, war dabei Josef Mattauchs Artikel Maßeinheiten für Atomgewichte und Nuklidenmassen aus dem Jahr 1958, der u. a. Details zur Geschichte des Begriffs „Massendefekt“ und mit ihm verwandter Größen enthielt.
Der Massendefekt (englisch Mass defect, Mass deficiency) darf nicht mit dem Massenexzess (englisch Mass excess), auch Massenüberschuss genannt, verwechselt werden. Aus praktischen Gründen wurde eine atomare Masseneinheit u definiert, die der „typischen“ Kernmasse dividiert durch die Zahl {\displaystyle A} der Nukleonen entspricht, normiert auf das Nuklid 12C. Der Massenexzess {\textstyle \Delta =m_{\mathrm {Kern} }\!-\!A\,\mathrm {u} } ist die Abweichung von der als {\textstyle A\,\mathrm {u} } abgeschätzten Masse, also eine Hilfsgröße zur Erleichterung von Berechnungen, die negativ oder positiv sein kann.

### Massendefekt bei verschiedenen Massenzahlen
Der gesamte Massendefekt eines Kerns steigt mit der Nukleonenzahl, d. h. der Anzahl der enthaltenen Nukleonen. Gemessen wird er z. B. mittels Massenspektrometern. Wenn man daraus den durchschnittlichen Massendefekt pro Nukleon und damit die Bindungsenergie pro Nukleon (in der Einheit keV) berechnet, ergibt sich der im Bild gezeigte Zusammenhang mit der Massenzahl.

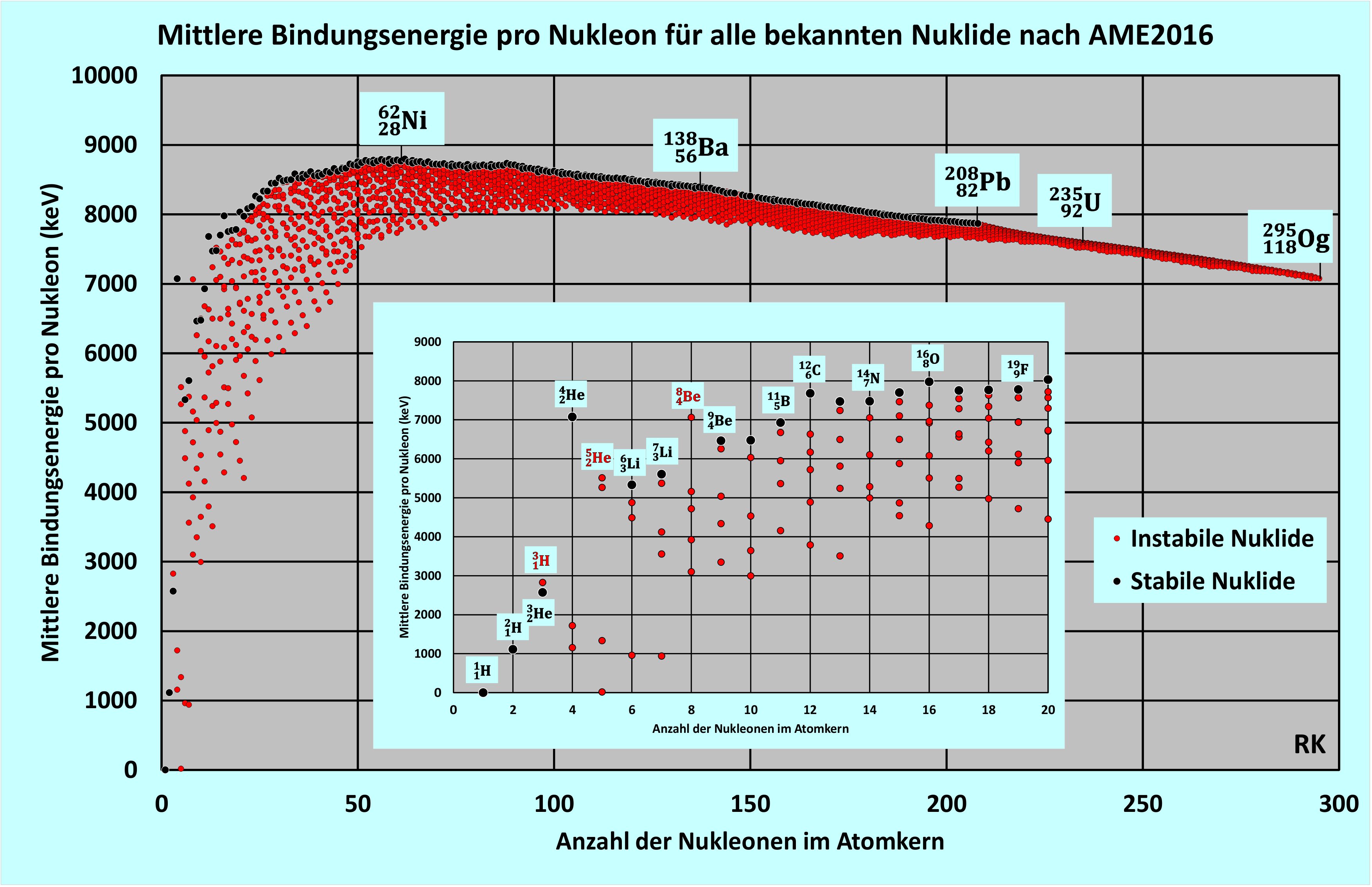
Mittlere Atomkernbindungsenergie pro Nukleon in Abhängigkeit von der Anzahl der Nukleonen im Atomkern für alle bekannten Nuklide nach Atomic Mass Evaluation AME2016

Die höchsten Massendefekte pro Nukleon finden sich bei Nukliden, deren Atomkern aus ungefähr 60 Nukleonen besteht. Eine ganze Reihe von Nukliden haben hier fast identische Werte. Das Nuklid mit dem höchsten durchschnittlichen Massendefekt pro Nukleon ist 62Ni, gefolgt von den Eisenisotopen 58Fe und 56Fe.

### Energiefreisetzung bei Kernreaktionen
Wenn leichte Nuklide (in der Abbildung links vom Bindungsenergie-Maximum gelegen) durch Kernfusion (Kernverschmelzung) eine höhere Nukleonenzahl erreichen, dann erhöht sich der Massendefekt pro Nukleon; diese nun zusätzlich fehlende Masse entspricht der frei werdenden Energie. Umgekehrt setzen schwere Kerne (rechts vom Bindungsenergie-Maximum gelegen) Energie frei, wenn sie durch Kernspaltung in zwei Kerne mittlerer Masse zerlegt werden. Eine Energie freisetzende Umwandlung erfolgt somit immer „in Richtung zum Maximum des Massendefektes bzw. der Bindungsenergie“, also mit ansteigender Kurve.
Die in der Energietechnologie wichtigen Fusionsreaktionen nutzen allerdings nicht die Region der höchsten Massendefekte bei Massenzahlen um 60, sondern das starke lokale Maximum beim Helium-Isotop 4He aus, denn die relative Massendefekt-Zunahme von den Reaktionspartnern Deuterium und Tritium zum Helium ist besonders groß, und zugleich ist die Coulombbarriere, die für die Verschmelzung der Kerne überwunden werden muss, vergleichsweise gering.

### Definition
Der Massendefekt {\displaystyle \Delta m_{K}} eines Kerns der Masse {\displaystyle m_{K}} ist definiert als
{\displaystyle \Delta m_{K}=Z\,m_{\mathrm {p} }+N\,m_{\mathrm {n} }-m_{K}\,.}
Dabei ist {\displaystyle Z} die Ordnungszahl (Anzahl der Protonen), {\displaystyle N} die Anzahl der Neutronen, {\displaystyle m_{\mathrm {p} }} die Masse eines Protons und {\displaystyle m_{\mathrm {n} }} die Masse eines Neutrons.
In guter Näherung kann der Massendefekt {\displaystyle \Delta m_{K}} auf halbempirischer Basis mittels der – auf dem Tröpfchenmodell beruhenden – Bethe-Weizsäcker-Formel berechnet werden.
In der Praxis wird der Massendefekt nicht für den isolierten Atomkern, sondern für das gesamte, ungeladene Atom des jeweiligen Nuklids, also die Atommasse, angegeben. Dies hat experimentelle Gründe: Vollständig ionisierte, also „nackte“ Atomkerne lassen sich nur schwer gewinnen und handhaben, weil sie mit ihrer hohen positiven elektrischen Ladung sofort Elektronen aus der Umgebung einfangen. Die genaue Messung ihrer Masse wäre daher kaum möglich, besonders bei schweren Elementen (Elementen hoher Ordnungszahl) mit ihrer entsprechend besonders hohen Ladung.
Deshalb wird der Massendefekt {\displaystyle \Delta m_{A}} eines neutralen Atoms im nuklearen und elektronischen Grundzustand mit einer Masse {\displaystyle m_{\mathrm {A} }} verwendet und definiert durch
{\displaystyle \Delta m_{\mathrm {A} }=Z\,m(\mathrm {{}^{1}H} )+N\,m_{\mathrm {n} }-m_{A}\,.}
Dabei bedeutet {\displaystyle m(\mathrm {{}^{1}H} )} die Masse eines neutralen Atoms des leichten Wasserstoffatoms. Diese Definition des Massendefekts über Bindungsenergien (“Total binding energy {\displaystyle [Z\,\mathrm {M({}^{1}H} )+N\,\mathrm {M({}^{1}n)} -M(A,Z)]} in keV”), ist heute (2018) maßgeblich.
Mit der Elektronenmasse {\displaystyle m_{\mathrm {e} }} kann die Masse eines neutralen Atoms des leichten Wasserstoffatoms ausgedrückt werden als
{\displaystyle m(\mathrm {{}^{1}H} )=m_{\mathrm {p} }+m_{\mathrm {e} }-\Delta m_{e}(\mathrm {{}^{1}H} )} .
Dabei ist {\displaystyle \Delta m_{e}(\mathrm {{}^{1}H} )} das Massenäquivalent der Bindungsenergie des Elektrons im Wasserstoffatom. Diese Bindungsenergie, auch Ionisierungsenergie genannt, ist genau bekannt (s. Rydberg-Energie = 13,605 eV bzw. Ionisierungsenergie vom Wasserstoff = 13,598 eV). Eine nukleare Bindungsenergie gibt es bei leichtem Wasserstoff als einem Element mit nur einem Nukleon, dem Proton, nicht.
Die Masse {\displaystyle m_{A}} eines neutralen Atoms ist
{\displaystyle m_{A}=Z\,m_{\mathrm {p} }+N\,m_{\mathrm {n} }+Z\cdot m_{\mathrm {e} }-\Delta m_{K}-\Delta m_{e}},
mit {\displaystyle \Delta m_{e}} dem Massendefekt der Elektronenhülle, dem Massenäquivalent der Bindungsenergien aller {\displaystyle Z} Elektronen im Atom. Dieser ist, worauf eingangs schon hingewiesen wurde, sehr viel kleiner als der Massendefekt durch die nukleare Bindung {\displaystyle \Delta m_{K}} und wird oft vernachlässigt oder von der Messgenauigkeit noch nicht erfasst.
Da sich die Massen der Elektronen wegheben, ergibt sich daraus der Zusammenhang zwischen dem Massendefekt des Atoms und dem Massendefekt des Atomkerns zu
{\displaystyle \Delta m_{A}=\Delta m_{K}+\Delta m_{e}-Z\,\Delta m_{e}(\mathrm {{}^{1}H} )}.
Wird der nukleare Massendefekt {\displaystyle \Delta m_{K}} explizit benötigt, kann der Massendefekt der elektronischen Bindung {\displaystyle \Delta m_{e}} aus der im Artikel Kernmasse angegebenen Formel 2 näherungsweise berechnet werden. Der Index {\displaystyle A} wird beim Massendefekt meist weggelassen, so auch im folgenden Abschnitt. Wenn von Massendefekt ohne erläuternden Zusatz gesprochen wird, ist meist diese Größe {\displaystyle \Delta m\equiv \Delta m_{A}} gemeint.

### Datensammlungen
Das Atomic Mass Data Center (AMDC) veröffentlicht in regelmäßigen Intervallen die aktuellen Messwerte für Atommassen und verwandte Größen, die Atomic Mass Evaluation. Explizit werden nicht eingeschätzte Werte der Massendefekte, sondern der Bindungsenergien pro Nukleon (Binding energy per nucleon) veröffentlicht. Daraus erhält man den Massendefekt durch Multiplikation mit der Anzahl {\displaystyle A} der Nukleonen und Division durch das Quadrat der Lichtgeschwindigkeit {\displaystyle c^{2}}:
{\displaystyle \Delta m={\text{Bindungsenergie pro Nukleon}}\cdot {\frac {A}{c^{2}}}}.
Die Liste der Naturkonstanten des CODATA enthält auch die Massen von Proton, Neutron, Deuteron (2H-Kern), Triton (3H-Kern), Helion (3He-Kern) und Alpha-Teilchen (4He-Kern). Damit lassen sich die Massendefekte der Atomkerne mit A = 2, 3, 4 berechnen.

## Massendefekt beim Aufbau des Nukleons aus Quarks

Die Masse des Protons ist deutlich größer als die Summe der Massen der Quarks

Vereinzelt wird der Begriff des Massendefekts auch auf den Aufbau des Nukleons aus Quarks bezogen, wo er jedoch nicht in gleicher Weise anwendbar ist. Der Begriff Massendefekt setzt voraus, dass ein Gebilde aus einer zahlenmäßig genau bestimmten Anzahl von Teilen besteht und deren Massen einzeln wohlbestimmte Größen sind. Diese Vorstellung ist in der klassischen Physik begründet und gilt auch in der nichtrelativistischen Quantenmechanik noch in guter Näherung. So wurde der Massendefekt an der Bindung der Nukleonen zu einem Atomkern entdeckt, sobald sich um 1920 die Vorstellung entwickelte, Kerne seien aus Bausteinen aufgebaut.
In der relativistischen Quantenmechanik und Quantenfeldtheorie gilt diese Voraussetzung wohlbestimmter Teilchenzahlen jedoch nicht per se, allenfalls in guter Näherung im nichtrelativistischen Grenzfall. Der Grund ist die ständige Präsenz virtueller Paare von Teilchen und Antiteilchen in unbestimmbarer Anzahl, wie schon gegen 1930 kurz nach der Entdeckung der hier gültigen Dirac-Gleichung festgestellt wurde. In der Atomphysik führen solche Vakuumfluktuationen nur zu winzigen Korrekturen an den mit nicht-relativistischen Gleichungen berechneten Größen. Die Verhältnisse innerhalb des Nukleons hingegen fallen in den hochrelativistischen Bereich, wo die virtuellen Quarks („Seequarks“) eine beherrschende Rolle spielen. Was feststeht, ist nicht die Gesamtzahl der Quarks und Antiquarks, sondern nur, dass die Quarks in einer Überzahl von 3 vorhanden sind. Die Ermittlung eines Massendefekts ist also unmöglich.

## Massendefekt in Atomphysik und Chemie
Die elektromagnetische Wechselwirkung, die im Atom die Elektronen in der Atomhülle an den Atomkern bindet, ist um viele Größenordnungen schwächer als die Starke Wechselwirkung, die die Nukleonen im Atomkern bindet. Daher sind atomare Bindungsenergien erheblich geringer. Im Wasserstoffatom (Masse ≈ 1 u) ist das Elektron mit 13,6 eV gebunden, entsprechend einem Massendefekt von 1.4e-8 u. In schwereren Atomen wächst die Bindungsenergie des innersten Elektrons zwar mit Z2, ist aber immer noch nur ein kleiner Bruchteil der Ruheenergie. 
Noch geringer ist der Massendefekt, der entsteht, wenn Atome eine chemische Verbindung eingehen. Beispielsweise sind zur Spaltung des Cl2-Moleküls 244 kJ/mol (≙ 2,5 eV) erforderlich (siehe Photochlorierung). Der Massendefekt beträgt damit 2.7e-9 u, was winzig ist verglichen mit der Masse des Cl2-Moleküls von 71 u (relative Änderung: -3.8e-11). Den größten Massendefekt aus stabilen Ausgangsstoffen liefert die Reaktion 2 H2 + O2 → 2 H2O (rel. Änderung: -1.77e-10).

## Massendefekt in der Astrophysik
Massendefekte treten auch bei gravitativer Bindung auf, zum Beispiel bei der Bildung eines Sterns aus einer Gaswolke. Der relative Massendefekt ist dabei von der Größenordnung
{\displaystyle {\frac {\Delta M}{M}}\approx {\frac {R_{\mathrm {S} }}{R}}},
wobei {\displaystyle R} der Radius und {\displaystyle R_{\mathrm {S} }} der Schwarzschild-Radius des Sterns ist. Bei der Sonne ist er von der Größenordnung 10−6.